# Врубле (Підляське воєводство)
Врубле (пол. Wróble) — село в Польщі, у гміні Високе-Мазовецьке Високомазовецького повіту Підляського воєводства.
Населення — 86 осіб (2011).
У 1975-1998 роках село належало до Ломжинського воєводства.

## Демографія
Демографічна структура станом на 31 березня 2011 року:
|          | Загалом | Допрацездатний вік | Працездатний вік | Постпрацездатний вік |
| -------- | ------- | ------------------ | ---------------- | -------------------- |
| Чоловіки | 44      | 11                 | 27               | 6                    |
| Жінки    | 42      | 7                  | 27               | 8                    |
| Разом    | 86      | 18                 | 54               | 14                   |